# Chitonomyces hydropori
Chitonomyces hydropori är en svampart som tillhör divisionen sporsäcksvampar, och som beskrevs av Roland Thaxter. Chitonomyces hydropori ingår i släktet Chitonomyces, och familjen Laboulbeniaceae. Arten är reproducerande i Sverige.